# Halterofilismo nos Jogos Olímpicos de Verão da Juventude de 2010 - Até 77 kg masculino
A competição da categoria até 77 kg masculino do halterofilismo nos Jogos Olímpicos de Verão da Juventude de 2010 foi disputada no dia 18 de agosto, às 11:00 (UTC+8), no Toa Payoh Sports Hall, em Cingapura. Nove halterofilistas participaram deste evento, limitado a atletas com peso corporal inferior a 77 kg.
Cada competidor realizou os movimentos de arranque e arremesso, com o resultado final sendo a soma do maior peso levantado em cada movimento. O atleta tinha o direito de realizar três tentativas em cada movimento, sendo que as duas piores eram descartadas.

## Medalhistas
| Ouro   | RUS Artem Okulov         |
| Prata  | THA Chatuphum Chinnawong |
| Bronze | KAZ Rustem Sybay         |

## Resultados
| Pos.              | Atleta                   | Peso corporal (kg) | Arranque (kg) | Arranque (kg) | Arranque (kg) | Arranque (kg) | Arremesso (kg) | Arremesso (kg) | Arremesso (kg) | Arremesso (kg) | Total (kg) |
| Pos.              | Atleta                   | Peso corporal (kg) | 1             | 2             | 3             | Res.          | 1              | 2              | 3              | Res.           | Total (kg) |
| ----------------- | ------------------------ | ------------------ | ------------- | ------------- | ------------- | ------------- | -------------- | -------------- | -------------- | -------------- | ---------- |
| Medalha de ouro   | RUS Artem Okulov         | 76,59              | 140           | 142           | 145           | 145           | 170            | 177            | 182            | 182            | 327        |
| Medalha de prata  | THA Chatuphum Chinnawong | 76,69              | 133           | 138           | 141           | 141           | 160            | 170            | 183            | 170            | 311        |
| Medalha de bronze | KAZ Rustem Subay         | 76,78              | 125           | 125           | 130           | 130           | 155            | 162            | 162            | 155            | 285        |
| 4                 | PNG Steven Kari          | 75,20              | 115           | 120           | 120           | 115           | 145            | 150            | 155            | 155            | 270        |
| 5                 | TPE Yi-Yuan Huang        | 75,87              | 105           | 110           | 112           | 112           | 145            | 149            | 154            | 149            | 261        |
| 6                 | ITA Luca Parla           | 72,76              | 100           | 108           | 111           | 111           | 130            | 137            | 141            | 137            | 248        |
| 7                 | KIR Kabuati Silas Bob    | 75,35              | 90            | 95            | 100           | 100           | 120            | 125            | 130            | 130            | 230        |
| 8                 | AUS Liam Larkins         | 76,02              | 85            | 85            | 92            | 92            | 110            | 110            | 120            | 120            | 212        |
| 9                 | EGY Ossama Khattab       | 76,65              | 132           | 132           | 132           | ---           | ---            | ---            | ---            | ---            | ---        |